# Carlos Thiebaut
Carlos Thiebaut Luis-André (Madrid, 1949) és un filòsof, catedràtic de Filosofia a la Universitat Carles III de Madrid i assagista espanyol.

## Biografia
Es va doctorar en Filosofia per la Universitat Complutense l'any 1977 amb una tesi sobre Georg Lukács (Filosofia i política: el joven Lukács (1919-1929). El mateix any es va diplomar en Sociologia Política per l'Institut d'Estudis Polítics de Madrid (1977). Ha estat professor a les Universitats Complutense i Autònoma de Madrid i membre de l'Institut de Filosofia del C.S.I.C. Ha estat Professor Visitant a les Universitat de Frankfurt i Northwestern University, i impartit cursos en institucions acadèmiques de Mèxic i el Perú.
L'any 1990 va ser finalista del Premi Nacional d'Assaig per la seva obra Historia del nombrar.
A banda de la seva tasca docent i investigadora, escriu articles i ressenyes a diferents mitjans, com el diari El País o la Revista de Libros.

## Obra
Format en la tradició continental i en la teoria crítica, ha integrat en els seus llibres i articles la discussió de les tradicions anglosaxones, post-analítiques i pragmatistes, sempre amb l'atenció temàtica centrada en la filosofia moral i política contemporània, a les discussions de la qual ha dedicat la majoria dels seus llibres i articles. En l'última dècada ha treballat sobre les experiències contemporànies del dany i el trauma indagant la seva dimensió social i els conceptes emprats en la seva elaboració.

## Obres

### Llibres
- Cabe Aristóteles, Madrid, Editorial Visor, 1988.
- Responsabilidades morales y convicciones políticas. V Semana de Etica, Barcelona, Anthropos, 1990. J.M. González y C. Thiebaut (eds.).
- Historia del nombrar, Madrid, Visor, 1990.
- La herencia ética de la ilustración, Barcelona, Crítica, C. Thiebaut (ed.). 1991. Inclou l'article propi "¿La emancipación desvanecida?".
- Los límites de la comunidad: Las críticas comunitaristas y neoaristotélicas al programa moderno, Madrid, Centro de Estudios Constitucionales, 1992.
- Traducción, introducción y notas de M. de Montaigne: Diario del Viaje a Italia, Madrid, Debate-CSIC, 1994. (amb J. M. Marinas).
- Vindicación del ciudadano, Barcelona, Paidós, 1998
- Conceptos fundamentales de filosofía, Madrid, Alianza Editorial, 1998.
- La responsabilidad ante el futuro (y el futuro de las humanidades), Col. Eutopías, Ed. Episteme, Valencia, 1999.
- De la tolerancia, Madrid, Visor, 1999.
- Invitación a la filosofía: pensar el mundo, examinar la vida, hacer la ciudad (2ª edición en Siglo del Hombre, Bogotá, 2008).

### Llibret
- Séneca o Todo nos es ajeno, llibret per a una òpera en un acte posada amb metro músic per Marcela Rodríguez